# Garfunkel and Oates
Garfunkel and Oates — комедийный песенный дуэт из Лос-Анджелеса, Калифорния, состоящий из двух девушек — Кейт Микуччи (Oates) и Рики Линдхоум (Garfunkel). Они встретились в Upright Citizens Brigade театре в Лос-Анджелесе и вскоре была образована группа, чтобы снять короткометражный фильм, сделанный Линдхоум под оригинальным названием — «Imaginary Larry». Коллектив получил своё название в честь музыкантов Арта Гарфанкела (из дуэта Simon and Garfunkel) и Джона Оутса (из дуэта Hall & Oates).
В феврале 2009 года они выпускают песню — «Fuck You», которая прозвучала в сериале «Клиника» (Scrubs). В марте 2009 года Gаrfunkel and Oates появились на MySpace, чтобы позже подписать договор на запись песен с одной из студий.

## Дискография
- Music Songs (2009)
- Mix Tape #1 (2010)
- All Over Your Face (2011)
- Slippery When Moist (2012)
- Secretions (2015)

## Фильмография
- Обе снимались в сериале "Теория Большого Взрыва".  Кейт Микуччи сыграла Люси, девушку Раджа. Рики Линдхоум сыграла Рамону Новицки, девушку влюбившуюся в Шелдона